# Koning van de Mississippi
Koning van de Mississippi (The Master of the Mississippi) is het tweede in een reeks van twaalf verhalen in de serie De jonge jaren van Oom Dagobert van Keno Don Rosa. Het speelt zich af in de periode 1880-1882. In dit verhaal maakt Dagobert Duck voor het eerst kennis met de Zware Jongens en met Willem Wortel (de opa van Willie Wortel).
Het verhaal kwam voor het eerst uit in Denemarken in 1992. Don Rosa borduurde hiermee voort op een verhaal uit 1955 van Carl Barks, The Great Steamboat Race.
De Nederlandse vertaling verscheen als onderdeel van de reeks Oom Dagobert, avonturen van een Steenrijke Eend in album nr. 53, samen met De laatste van de clan McDuck.

## Verhaal
Dagobert is vanuit zijn geboorteplaats Glasgow de Atlantische Oceaan overgestoken om in de Verenigde Staten zijn fortuin te gaan maken. In een pokersalon in Kentucky ontmoet hij zijn oom Angus McDuck, die met het kaarten net een rivierboot heeft gewonnen. Samen met de uitvinder Willem Wortel gaan ze op zoek naar de New Orleans, een schip dat 30 jaar eerder zonk met een grote lading goud aan boord en nog steeds op de bodem van de Mississippi moet liggen. Ze worden gevangen genomen door Zwarthart Zware en diens bende (de latere Zware Jongens), die eveneens op zoek zijn naar het gezonken schip met het goud. Uiteindelijk weten Dagobert, Angus en Willem Wortel toch als eerste bij het schip te komen. Ze moeten al het goud echter afstaan aan de regering.
Twee jaar later gaat Angus met pensioen en Dagobert neemt nu de rivierboot over. Als hij en Willem Wortel later in opdracht van de regering met een lading goud aan boord over de rivier varen, worden ze opnieuw geconfronteerd met de Zware Jongens. Ze zijn de Zware Jongens weer te slim af, maar daarbij wordt de rivierboot vernield. Dagobert, die nu geen werk meer heeft, besluit per trein verder te reizen naar het westen. Hij krijgt een tijdelijke baan als stoker.